# Білі землі
Білі землі (також обілені, обільні землі, білі місця) — у XVI-XVII сторіччях землі Московського царства, населення яких було звільнено від сплати державних податків (тягла). Землі належали великим власникам (світським та духовним). За наказом Федора І Іоанновича близько 1591 року було видано закон, за яким «обілялась» рілля поміщиків, що особисто несли військову службу й жили у своїх маєтках. У XVII сторіччі, після введення двору як одиниці оподаткування, від тягла було звільнене всяке панське заорювання.
У містах утворилися особливі білі слободи, у яких на білих землях жили залежні від феодалів люди, а також служиві люди (біломісцеві козаки, драгуни, рільні солдати). Після Соляного бунту 1648 року білі місця були ліквідовані Соборним Уложенням 1649 року.